# محافظة بولندا الكبرى
بولندا الكبرى (بالبولندية : województwo wielkopolskie) هي واحدة من 16 محافظة التي تتكون منها جمهورية بولندا ، وفقا للتقسيم الإداري لعام 1998. تأسست في 1 يناير 1999. هي ثاني أكبر محافظة مساحتاً وثالث أكبر محافظة من حيث عدد السكان، 29.826 كيلومتر مربع و 3.4 مليون نسمة.